# 三脉青杨
三脉青杨（学名：Populus trinervis）是杨柳科杨属的植物，为中国的特有植物。分布于中国的四川等地，生长于海拔2,100米至3,000米的地区。

## 种下等级
- Populus trinervis C. Wang et S. L. Tung var. shimianica C. Wang et N. Chao